# Discophora dis
Discophora dis är en fjärilsart som beskrevs av De Nicéville 1892. Discophora dis ingår i släktet Discophora och familjen praktfjärilar. Inga underarter finns listade i Catalogue of Life.